# Eukalyptuskrypare
Eukalyptuskrypare (Climacteridae) är en fågelfamilj endemisk för australiska faunaregionen. Den omfattar sju arter uppdelade på två släkten. Både till utseende och ekologi påminner om de holarktiska trädkryparna, med vilka de inte alls är närbesläktade.

## Systematik
Eukalyptuskryparna tillhör en utvecklingslinje som utvecklades runt 50 miljoner år sedan i de västra delarna av Gondwana och som beskrivs som infraordningen osciner. Förmodligen är familjens närmaste nu levande släkting lövsalsfåglarna. Sittellorna har ibland placerats inom familjen men placeras idag i den egna familjen Neosittidae.

## Utseende
Eukalyptuskryparna är ganska små, till största delen bruna fåglar med fläckig undersida och de påminner om de holarktiska trädkryparna.

## Ekologi
Precis som trädkryparna födosöker de efter insekter, och andra mindre bytesdjur som lever under barken på träd, mest eukalyptus, men flera av arterna födosöker även på marken, under löv och på fallna trädstammar. Till skillnad ifrån trädkryparna så stödjer de inte kroppen med stjärten när de kryper uppför trädstammar, utan bara med fötterna.
Eukalyptuskryparna placerar sitt bo i trädhålor och de upprätthåller häckningsrevir, men i vilken utsträckning och hur länge de försvarar detta revir varierar. Vissa arter, som rödbrynad eukalyptuskrypare och brun eukalyptuskrypare är kooperativa häckare, medan andra, som vitstrupig eukalyptuskrypare inte är det. De kooperativa häckarna grupperar sig runt ett enskilt par med upp till tre assistenter, som ofta utgörs av yngre hanar från tidigare häckningssäsonger. Dessa assisternade individer hjälper till med att bygga boet, mata den ruvande honan, och mata och försvara ungarna.

## Artlista
- Släkte Cormobates
  - Papuansk eukalyptuskrypare (Cormobates placens)
  - Vitstrupig eukalyptuskrypare (Cormobates leucophaea)
- släkte Climacteris
  - Vitbrynad eukalyptuskrypare (Climacteris affinis)
  - Rödbrynad eukalyptuskrypare (Climacteris erythrops)
  - Brun eukalyptuskrypare (Climacteris picumnus)
  - Svartstjärtad eukalyptuskrypare (Climacteris melanura)
  - Rostfärgad eukalyptuskrypare (Climacteris rufa)